# Ясенец узколистный
Ясенец узколистный (лат. Dictamnus angustifolius) — вид многолетних травянистых растений рода Ясенец (Dictamnus) семейства Рутовые (Rutaceae). По современным представлениям синоним вида Ясенец белый (Dictamnus albus).

## Распространение и экология
Ареал вида охватывает Среднюю Азию и Горный Алтай.
Произрастает на степных лугах, среди зарослей кустарников, на травянистых и кустарниковых склонах в среднем поясе гор.

## Ботаническое описание
Стебель более менее густо опушённый, высотой 50–100 см.
Листья непарноперистые. Листочки в числе 3—7 пар, обычно крупные, продолговатые или удлинённо-эллиптические, к верхушке длинно оттянутые, острые, по краю мелкопильчатые; конечный на крылатом черешке, к основанию клиновидно-оттянутый.
Соцветие кистевидное, реже метельчато-кистевидное. Прицветники линейно-ланцетные, острые. Чашелистики ланцетные, острые, длиной 7—8 мм; лепестки сиреневато-розовые, с пурпурными жилками, длиной 3,5—4,5 мм, ланцетные или продолговатые, острые или туповатые.
Семена длиной 4–5 мм, блестящие, тёмно-коричневые.

## Значение и применение
Растение ядовито. Имеет неприятный запах. При соприкосновении волоски растения вызывают у животных сильные, с образованием пузырей ожоги кожи. Свежее растение содержит 0,05—0,07 % эфирного масла, состоящего из анетола и метилхавилола. Масло пригодно для получения олифы.
Второстепенный медонос.

## Таксономическое положение
Вид Ясенец узколистный входит в род Ясенец (Dictamnus) семейства Рутовые (Rutaceae) порядка Сапиндоцветные (Sapindales).
|  |                                      |  |                                                             |                                                             |                   |  | ещё 8 семейств (согласно Системе APG II) | ещё 8 семейств (согласно Системе APG II) |                        |  |  |  | ещё 2 вида |
|  |                                      |  |                                                             |                                                             |                   |  | ещё 8 семейств (согласно Системе APG II) | ещё 8 семейств (согласно Системе APG II) |                        |  |  |  | ещё 2 вида |
|  |                                      |  |                                                             | порядок Сапиндоцветные                                      |                   |  |                                          |                                          | род Ясенец             |  |  |  |            |
|  |                                      |  |                                                             | порядок Сапиндоцветные                                      |                   |  |                                          |                                          | род Ясенец             |  |  |  |            |
|  | отдел Цветковые, или Покрытосеменные |  |                                                             |                                                             | семейство Рутовые |  |                                          |                                          | вид Ясенец узколистный |  |  |  |            |
|  | отдел Цветковые, или Покрытосеменные |  |                                                             |                                                             | семейство Рутовые |  |                                          |                                          |                        |  |  |  |            |
|  |                                      |  | ещё 44 порядка цветковых растений (согласно Системе APG II) | ещё 44 порядка цветковых растений (согласно Системе APG II) |                   |  |                                          | ещё около 160 родов                      | ещё около 160 родов    |  |  |  |            |
|  |                                      |  |                                                             | ещё 44 порядка цветковых растений (согласно Системе APG II) |                   |  |                                          |                                          | ещё около 160 родов    |  |  |  |            |